# Spitze Blasenschnecke
Die Spitze Blasenschnecke (Physella acuta) ist eine Süßwasserlungenschnecke aus der Familie der Blasenschnecken (Physidae).

## Merkmale

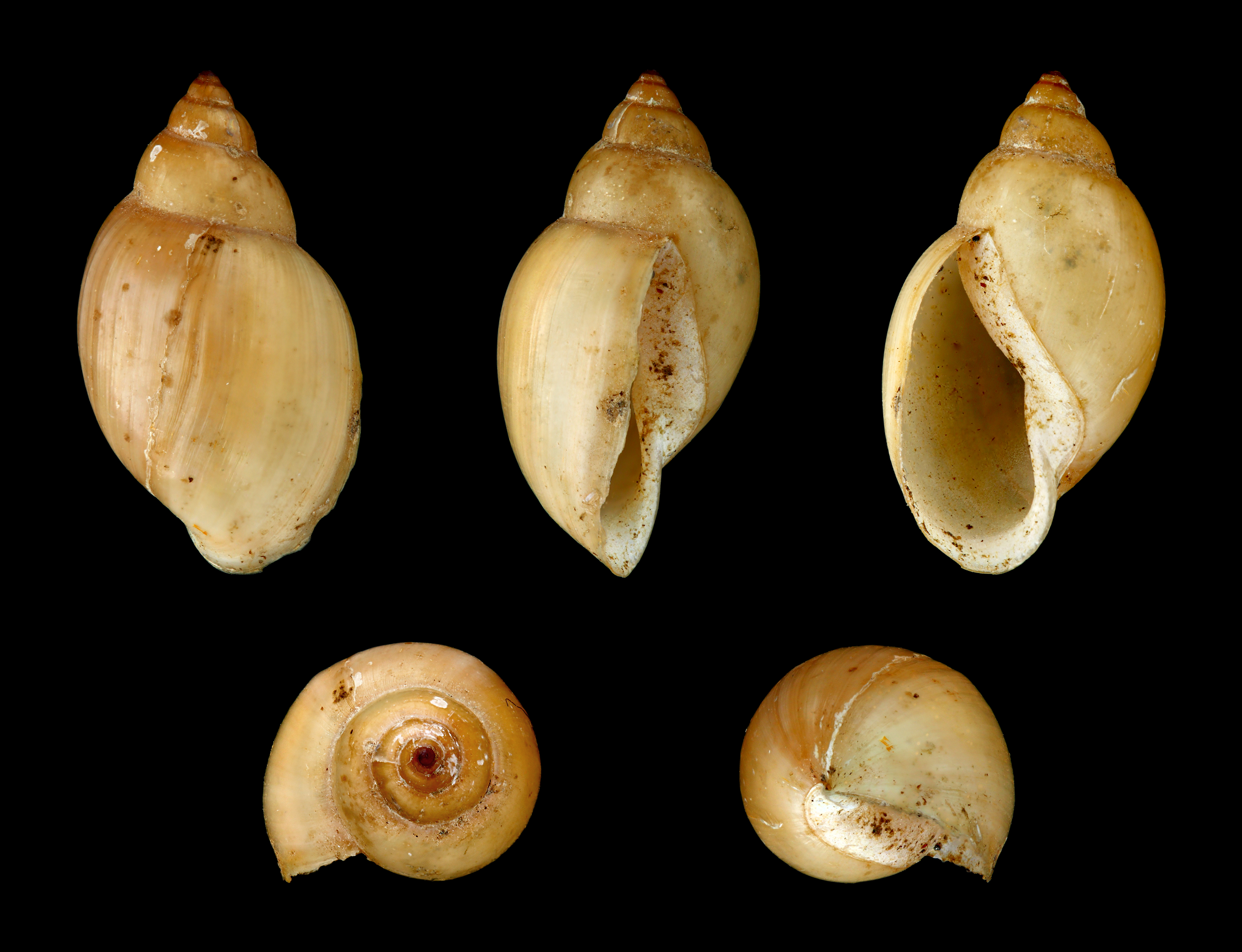
Linksgewundenes Gehäuse der Spitzen Blasenschnecke

Das Gehäuse ist acht bis 12 Millimeter hoch und fünf bis sieben Millimeter breit. Das linksgewundene Gehäuse hat sechs Umgänge, der Apex ist spitz. Die dünne, aber feste Schale ist gelblich hornfarben. Der rechtsseitige Mantelfortsatz greift über das Gehäuse. Spitze Blasenschnecken sind Zwitter.

## Lebensraum und Verbreitung
Die Spitze Blasenschnecke besiedelt Fließ- und Stillgewässer, an die Wasserqualität stellt sie keine besonderen Ansprüche. Aufgrund der Erstbeschreibung der Art in Frankreich in 1805 wurde lange angenommen, dass es sich um eine in Europa heimische Art handelt. Neue Studien zeigen allerdings anhand von Morphologie, Zuchtversuchen und molekularer Phylogenie, dass die Spitze Blasenschnecke eigentlich eine nordamerikanische Art ist. Der Fossilbestand für diese Art ist in Nordamerika gut dokumentiert, während er für Europa fehlt. Der ursprüngliche Weg der Einschleppung nach Europa ist nicht bekannt. Gut nachvollziehbar ist aber die Ausbreitung der Spitzen Blasenschnecke von Frankreich zuerst nach Nord- und Zentraleuropa sowie weiters nach Zentralasien im Verlauf der letzten beiden Jahrhunderte. Inzwischen ist diese Art weltweit invasiv und konnte bereits auf jedem Kontinent mit Ausnahme der Antarktis nachgewiesen werden. Verbreitet wird sie heutzutage wahrscheinlich durch den internationalen Wasserpflanzenhandel. In vielen Regionen Spaniens ist sie die häufigste Süßwasserschnecke.
Durch Aussetzung ist sie auch in Deutschland allgemein verbreitet. Physella acuta ist ein Indikatororganismus für die Gewässergüteklasse III, stark verschmutzt.